# Puerto Maldonado
Puerto Maldonado es una ciudad peruana capital del distrito de Tambopata y a la vez de la provincia homónima y del departamento de Madre de Dios.
Fue fundada en 1902 y designada capital departamental en 1912. Está situada a orillas de la confluencia del río Madre de Dios y el río Tambopata y es uno de los principales núcleos comerciales de la Amazonia. Está conectada al resto del país y a Bolivia y Brasil a través de la Carretera Interoceánica.
Tenía una población de 78 996 hab. según el Censo 2017.
Desde el punto de vista jerárquico de la Iglesia católica es sede del Vicariato Apostólico de Puerto Maldonado.

## Reseña histórica
La población nativa de Madre de Dios debió aparecer hace miles de años con la llegada de los arahuacos, quienes se derivaron en muchas etnias. Luego se relacionaría con los incas y los españoles.
Puerto Maldonado fue establecido en 1894 por el empresario cauchero Carlos Fermín Fitzcarrald, quien, durante un viaje de exploración que lo llevó a descubrir el istmo de Fitzcarrald, a su paso por la confluencia de los ríos Madre de Dios y Tambopata encontró una inscripción hecha por el explorador Faustino Maldonado, quien había sucumbido en el río Madera en 1861. Fitzcarrald hizo grabar en un gran árbol el nombre de Maldonado, como homenaje al pionero, y continuó el viaje. Pronto, el hito pasó a llamarse Pueblo Maldonado y se estableció un embarcadero donde anclaron naves de hasta 180 toneladas. La fundación oficial fue hecha por el Primer Comisario y Delegado Supremo del Gobierno don Juan S. Villalta, el 10 de julio de 1902, situado en lo que hoy es el Pueblo Viejo. Sin embargo, recién en 1985 se oficializa la fecha de fundación de la ciudad de Puerto Maldonado.

## Geografía
Madre de Dios es un departamento con abundantes selvas vírgenes y paisajes subyugantes. Posiblemente sea el área menos intervenida y erosionada de la Amazonía peruana. Además, la conjugación de su abrupta geografía, sus innumerables microclimas y la variedad de sus suelos han propiciado el desarrollo de una diversidad de formas vivientes. Tierra de anchos y pausados ríos y hermosas lagunas rodeadas de exuberante vegetación. Madre de Dios posee los mejores suelos de toda la selva amazónica, siendo la producción de castaña y caucho su principal fuente de ingresos. Igualmente, la región alberga tribus nativas para quienes el avance de la civilización aún no ha llegado. Las principales agrupaciones establecidas en la región son los huarayos, mashcos, piros, amahuacas, yaminahuas, amaracaes y machiguengas.

## Clima
El clima de Puerto Maldonado es tropical húmedo con temperaturas altas durante todo el año aunque especialmente agosto y septiembre, a esto se le suma la sensación térmica que en algunas ocasiones roza cerca de los 45 °C. En la mayoría de los meses del año en Puerto Maldonado hay precipitaciones importantes especialmente son abundantes de octubre hasta abril. La temperatura media anual en Puerto Maldonado se encuentra a 25.4 °C. Hay alrededor de precipitaciones de 2221 mm. Durante el invierno pueden ocasionalmente ocurrir los denominados friajes que son masas de aire frío provenientes de la Antártida que logran bajar la temperatura incluso por debajo de los 10 °C.
| Parámetros climáticos promedio de Puerto Maldonado | Parámetros climáticos promedio de Puerto Maldonado | Parámetros climáticos promedio de Puerto Maldonado | Parámetros climáticos promedio de Puerto Maldonado | Parámetros climáticos promedio de Puerto Maldonado | Parámetros climáticos promedio de Puerto Maldonado | Parámetros climáticos promedio de Puerto Maldonado | Parámetros climáticos promedio de Puerto Maldonado | Parámetros climáticos promedio de Puerto Maldonado | Parámetros climáticos promedio de Puerto Maldonado | Parámetros climáticos promedio de Puerto Maldonado | Parámetros climáticos promedio de Puerto Maldonado | Parámetros climáticos promedio de Puerto Maldonado | Parámetros climáticos promedio de Puerto Maldonado |
| Mes                                                | Ene.                                               | Feb.                                               | Mar.                                               | Abr.                                               | May.                                               | Jun.                                               | Jul.                                               | Ago.                                               | Sep.                                               | Oct.                                               | Nov.                                               | Dic.                                               | Anual                                              |
| -------------------------------------------------- | -------------------------------------------------- | -------------------------------------------------- | -------------------------------------------------- | -------------------------------------------------- | -------------------------------------------------- | -------------------------------------------------- | -------------------------------------------------- | -------------------------------------------------- | -------------------------------------------------- | -------------------------------------------------- | -------------------------------------------------- | -------------------------------------------------- | -------------------------------------------------- |
| Temp. máx. abs. (°C)                               | 36.7                                               | 36.0                                               | 36.5                                               | 36.6                                               | 37.0                                               | 38.7                                               | 39.2                                               | 40                                                 | 42                                                 | 41                                                 | 40                                                 | 39.5                                               | 42                                                 |
| Temp. máx. media (°C)                              | 30.9                                               | 30.7                                               | 31.0                                               | 30.7                                               | 29.8                                               | 29.0                                               | 29.6                                               | 31.2                                               | 32.0                                               | 32.0                                               | 31.6                                               | 31.1                                               | 30.8                                               |
| Temp. media (°C)                                   | 26.2                                               | 26                                                 | 26                                                 | 25.5                                               | 24.3                                               | 23.2                                               | 23.2                                               | 24.5                                               | 25.4                                               | 26.2                                               | 26.4                                               | 26.2                                               | 25.3                                               |
| Temp. mín. media (°C)                              | 21.4                                               | 21.2                                               | 20.9                                               | 20.3                                               | 18.8                                               | 17.4                                               | 16.8                                               | 17.8                                               | 18.8                                               | 20.4                                               | 21.1                                               | 21.3                                               | 19.7                                               |
| Temp. mín. abs. (°C)                               | 15.0                                               | 14.0                                               | 13.0                                               | 11.5                                               | 7.0                                                | 7.0                                                | 4.5                                                | 7.4                                                | 4.7                                                | 13.0                                               | 13.0                                               | 15.5                                               | 4.5                                                |
| Lluvias (mm)                                       | 362.6                                              | 343.4                                              | 301                                                | 172.8                                              | 94                                                 | 60.5                                               | 47                                                 | 73                                                 | 128.6                                              | 232                                                | 269                                                | 333                                                | 2416.9                                             |
| Humedad relativa (%)                               | 78                                                 | 80                                                 | 79                                                 | 78.5                                               | 76                                                 | 74                                                 | 70                                                 | 71                                                 | 73.5                                               | 75                                                 | 76.5                                               | 77                                                 | 75.7                                               |
| Fuente: SENAMHI                                    |                                                    |                                                    |                                                    |                                                    |                                                    |                                                    |                                                    |                                                    |                                                    |                                                    |                                                    |                                                    |                                                    |

## Demografía
- Población - Habitantes: 210.524, puesto 27 en Perú.
- Índice de Desarrollo Humano (IDH): 1, puesto 9 en Perú.
- Esperanza de vida: 70 años, puesto 11 en Perú.
- Alfabetización: 95%, puesto 5 en Perú.
- Escolaridad: 86%, puesto 12 en Perú.[5]

## Economía

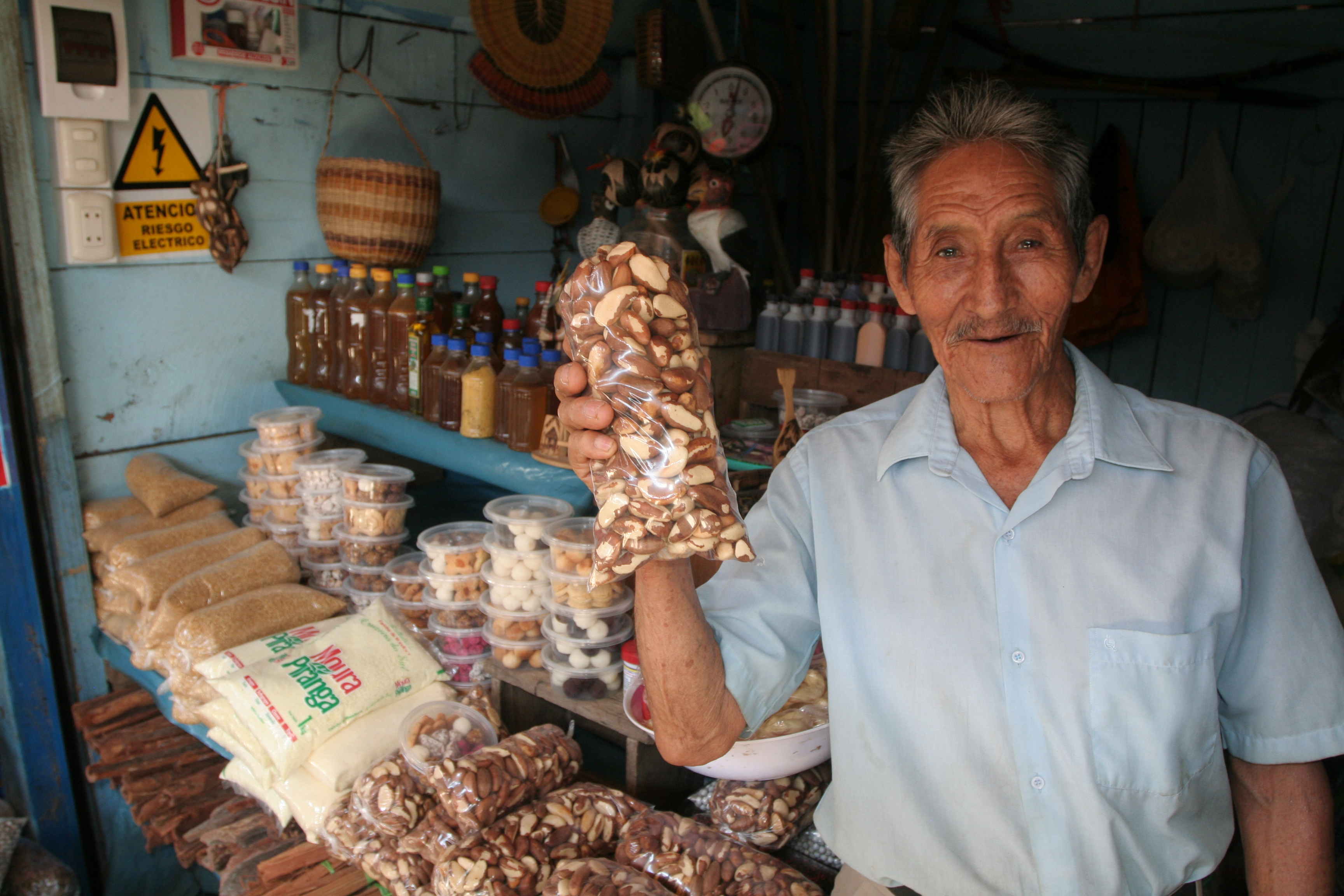
Castaña Amazónica.

Durante la época colonial y parte de la época republicana, hasta fines del siglo XIX, la vinculación de Puerto Maldonado con el resto del país y el mundo se caracterizó por avances y repliegues periódicos de las actividades extractivas, los que dependieron de los ciclos económicos europeos. Los más relevantes fueron la economía extractiva del caucho, y hacia fines del siglo XIX la cascarilla o quina, empleado para tratar la malaria. Asimismo la shiringa, la madera, la castaña y el oro. 
A partir del siglo XX, la extracción de caucho se introdujo en la cuenca del río Madre de Dios, incursionando por el Istmo de Fitzcarrald y llegando de esa manera a Puerto Maldonado, que por esas fechas era un lugar de tránsito para todo quien pasara. El auge en el precio de oro tras el acuerdo de Bretton Woods en la década del 40, empujó nuevamente hacia la región a diversos pobladores en busca de oro, que en el marca de un proceso paulatino y repleto de contratiempos culminó con la construcción de dos carreteras: a Puerto Maldonado en el bajo Madre de Dios, y a Shintuya en el alto Madre de Dios.
En la actualidad, la capital de Madre de Dios, se caracteriza por la heterogeneidad de las actividades económicas desarrolladas, distinguiéndose tres frentes económicos:
- Extractivo, Conformado por las actividades de explotación aurífera, extracción forestal maderera y no maderera (castaña), se debe indicar que si bien es cierto que Puerto Maldonado y sus alrededores existe la extracción aurífera, pero la gran parte de los mineros son informales por lo que no aportan directamente a la economía del departamento, excepto por las compras en grandes cantidades a las tiendas que venden productos de primera necesidad y productos para la extracción del oro, como son las mantas, palas, picos, azogue (mercurio), linternas, etc., en lo referente a pago de Impuestos a la SUNAT y a los privilegios que debe de gozar el pueblo en general con el canon minero es nulo por la informalidad existente;

- Agropecuario: Que incluye a la agricultura, la ganadería, localizados en torno a las carreteras y a las principales vías fluviales:
- Conservación: Legado de una economía territorial indígena, alberga diversos pueblos indígenas, empresas de ecoturismo, y al conjunto de áreas naturales protegidas.

La dinámica de la actividad comercial, encargada de articular los tres frentes económicos, tiene un comportamiento cada vez creciente, gracias a la migración de todas partes del Perú.

## Turismo

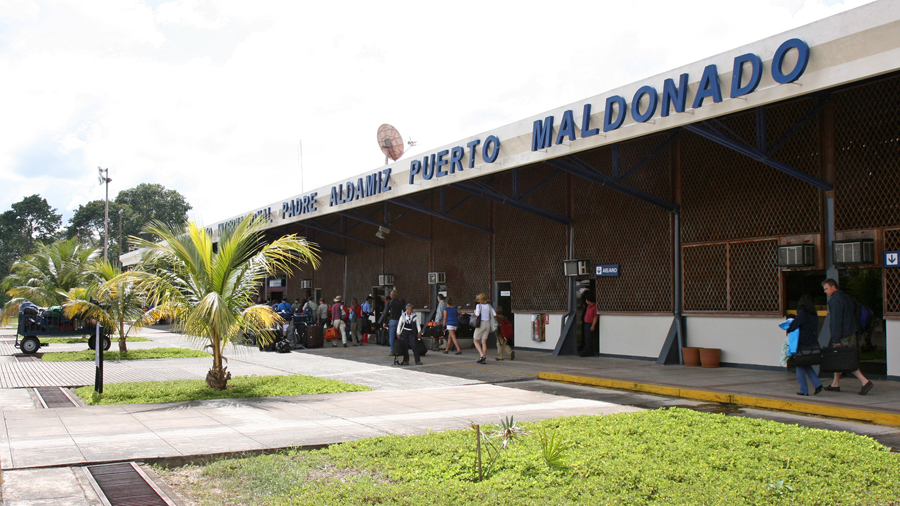
Aeropuerto Internacional Padre Aldamiz.

A partir del año 2010 existe una carretera pavimentada desde Cusco hasta Iñapari en la frontera con Brasil, esta vía denominada Carretera Interoceánica es un punto de acceso a diversos atractivos a lo largo de su recorrido, donde Puerto Maldonado se convierte en un paso obligado de en la agenda turística.
El Aeropuerto Internacional de Puerto Maldonado es una importante referencia para los visitantes atraídos por el turismo ecológico.
Dentro de los principales atractivos turísticos se encuentran hoteles que se caracterizan por su inmersión en la naturaleza rodeados por el Río Madre de Dios, como el Hotel Enai, que se destaca por ser uno de los más innovadores de la zona.

## Salud
La ciudad de Puerto Maldonado, cuenta con los siguientes Hospitales:
- Hospital I de Apoyo Puerto Maldonado, llamado Hospital Santa Rosa.
- Hospital ESSALUD Víctor Lazo Peratta, que se encuentra ubicado a orillas de la Carretera Interoceánica Sur.

Independientemente de estos dos Hospitales, que carecen de especialistas de alto nivel, tiene una red de centros de salud y de IES distribuidas a lo largo de la ciudad y de las dos provincias existentes.